# Larissa (měsíc)
Larissa je jedním z měsíců planety Neptun. Byl objeven 24. dubna 1981 a prozkoumán sondou a to Voyagerem 2 v 1989. Je pojmenován po Larisse, milence boha Poseidóna z řecké mytologie. Původní označení měsíce bylo S/1981 N 1.